# IC 3039
IC 3039 је спирална галаксија у сазвјежђу Дјевица која се налази на листи објеката дубоког неба у Индекс каталогу.
Деклинација објекта је + 12° 18' 36" а ректасцензија 12h 12m 32,6s. Привидна величина (магнитуда) објекта IC 3039 износи 14,5 а фотографска магнитуда 15,2. IC 3039 је још познат и под ознакама MCG 2-31-48, CGCG 69-84, VCC 59, KUG 1209+125, PGC 38919.